# Guillermo Enrique González
Guillermo Enrique González (Córdoba, 30 de diciembre de 1942) es un diplomático de carrera argentino, que se desempeñó como embajador de Argentina en Nigeria, Suiza, organismos internacionales con sede en Ginebra y Estados Unidos.

## Carrera
Nacido en Córdoba, estudió una licenciatura en Ciencias Políticas y Sociales. Se identificó como «simpatizante» de la Unión Cívica Radical.
Ingresó al servicio exterior en 1965, tras su paso por el Instituto del Servicio Exterior de la Nación. A lo largo de su carrera, cumplió funciones en Ecuador, Perú, la Organización de Estados Americanos e Italia, donde fue representante permanente ante la Organización de las Naciones Unidas para la Alimentación y la Agricultura (FAO). Dentro del Ministerio de Relaciones Exteriores, en 1981 cumplió funciones en la Secretaría de Relaciones Exteriores bajo la dictadura autodenominada Proceso de Reorganización Nacional. También se desempeñó en el Ministerio de Economía.
En 1989 alcanzó el rango de embajador, y en noviembre de 1990 fue designado al frente de la embajada argentina en Nigeria. Durante la gestión del canciller Guido Di Tella fue subsecretario de Negociaciones Económicas Internacionales (1993-1994) y subsecretario de Política Exterior (1994-1996) del Ministerio de Relaciones Exteriores, Comercio Internacional y Culto.
En 1996 fue designado embajador en Suiza, concurrente en Liechtenstein, y en 1998, representante argentino ante la Oficina de la Organización de las Naciones Unidas en Ginebra.
En diciembre de 1999, el presidente Fernando de la Rúa lo designó como embajador en Estados Unidos, rompiendo una «costumbre» de su predecesor Carlos Menem de designar embajadores políticos y no diplomáticos de carrera. Reemplazó en el cargo a Diego Guelar. Presentó sus cartas credenciales ante Bill Clinton el 3 de febrero de 2000. Tras la llegada a la presidencia de Eduardo Duhalde, a principios de 2002 fue reemplazado en Washington D. C. por su predecesor en la embajada, Diego Guelar.
En marzo de 2002 fue designado por segunda vez como embajador en Suiza, sucediendo a Miguel Ángel Espeche Gil. Ese mismo año fue sobreseído por el caso por venta de armas a Ecuador y Croacia, al cual había sido involucrado por ser subsecretario de política exterior en 1995. En 2004 fue reemplazado en la misión diplomática en Berna por Antonio Eduardo Seward.
Entre 2016 y 2018 retornó al servicio exterior activo como titular de la representación argentina y presidente de la Comisión Administradora del Río de la Plata, que ya había integrado entre 2008 y 2012.